# Gukovo
Gukovo è una città della Russia europea meridionale (oblast' di Rostov).
Sorge nel bacino carbonifero del Donec, nella parte occidentale della oblast', a breve distanza dal confine ucraino, nella parte orientale delle alture del Donec, 115 chilometri a nord del capoluogo regionale Rostov sul Don.
La città venne fondata nel 1878, a breve distanza da un preesistente insediamento (Gukovskaja) nato agli inizi del XIX secolo come chutor (sorta di grossa fattoria) cosacco.
La città di Gukovo è uno dei principali centri minerari regionali, dal momento che il suo territorio è ricco di miniere di carbone; sono inoltre presenti industrie meccaniche e dei materiali da costruzione.